# نسبت بدهی به تولید ناخالص داخلی

نقشۀ حرارتی توسعۀ نسبت بدهی به تولید ناخالص داخلی برای کشورهای اروپایی، بر حسب درصد تولید ناخالص داخلی از سال ۱۹۹۵ تا ۲۰۱۷.

در علم اقتصاد، نسبت بدهی به تولید ناخالص داخلی (به انگلیسی: Debt to GDP ratio) نسبت بین بدهی دولت یک کشور (بر حسب واحد پول) و تولید ناخالص داخلی (GDP) آن (بر حسب واحد پول در سال) است. در حالی که این یک «نسبت» است، از نظر فنی در واحدهای سال اندازه‌گیری می‌شود، و می‌توان آن را به عنوان تعداد سال‌هایی که یک کشور برای پرداخت کل بدهی خود نیاز دارد تفسیر کرد، اگر تمام تولید ناخالص داخلی آن به آن اختصاص داده شود. نسبت بدهی پایین به تولید ناخالص داخلی نشان می‌دهد که یک اقتصاد کالاها و خدمات کافی برای بازپرداخت بدهی‌ها را بدون متحمل شدن بدهی بیشتر تولید می‌کند. ملاحظات ژئوپلیتیکی و اقتصادی - از جمله نرخ بهره، جنگ، رکود اقتصادی، جایگاه راهبردی یک کشور در سطح جهان و سایر متغیرها - بر شیوه‌های وام گرفتن یک کشور و انتخاب برای متحمل شدن بدهی بیشتر تأثیر می‌گذارد.
این نسبت نباید با نسبت کسری به تولید ناخالص داخلی اشتباه گرفته شود، که برای کشورهایی که کسری بودجه دارند، زیان خالص مالی سالانه یک کشور را در یک سال معین (مجموع مخارج منهای کل درآمد، یا تغییر خالص بدهی در سال) اندازه‌گیری می‌کند. درصدی از تولید ناخالص داخلی آن کشور؛ برای کشورهایی که دارای مازاد بودجه هستند، نسبت مازاد به تولید ناخالص داخلی، سود خالص مالی سالانه یک کشور را به عنوان سهمی از تولید ناخالص داخلی آن کشور اندازه‌گیری می‌کند.
به ویژه در اقتصاد کلان، می‌توان نسبت‌های مختلف بدهی به تولید ناخالص داخلی را محاسبه کرد. رایج‌ترین نسبت مورد استفاده، بدهی دولت تقسیم بر تولید ناخالص داخلی (GDP) است که منعکس‌کنندۀ امور مالی دولت است، در حالی که نسبت رایج دیگر بدهی کل به تولید ناخالص داخلی است که منعکس کننده امور مالی کشور به عنوان یک واحد کل است.

## برنامه‌های کاربردی
بدهی به تولید ناخالص داخلی اهرم مالی اقتصاد یک کشور را اندازه‌گیری می‌کند.
یکی از معیارهای همگرایی یورو این بود که نسبت بدهی دولت به تولید ناخالص داخلی باید زیر ۶۰ درصد باشد.
بانک جهانی و صندوق بین‌المللی پول معتقدند که «می‌توان گفت کشوری به پایداری بدهی خارجی دست می‌یابد که بتواند تعهدات بدهی خارجی فعلی و آتی خود را به طور کامل، بدون توسل به زمان‌بندی مجدد بدهی یا انباشت بدهی‌های معوقه و بدون به خطر انداختن رشد، برآورده کند». طبق این دو نهاد، پایداری بدهی خارجی را می‌توان توسط یک کشور به دست‌آورد «با کاهش ارزش فعلی خالص (NPV) بدهی عمومی خارجی به حدود ۱۵۰ درصد صادرات یک کشور یا ۲۵۰ درصد از درآمد یک کشور». . اعتقاد بر این است که بدهی خارجی بالا اثرات مضری بر اقتصاد دارد. هدف ۱۷ توسعه پایدار سازمان ملل متحد که بخشی جدایی ناپذیر از دستور کار ۲۰۳۰ است، برای رسیدگی به بدهی خارجی کشورهای فقیر بسیار بدهکار ایجاد گردیده است.

## آمار جهانی

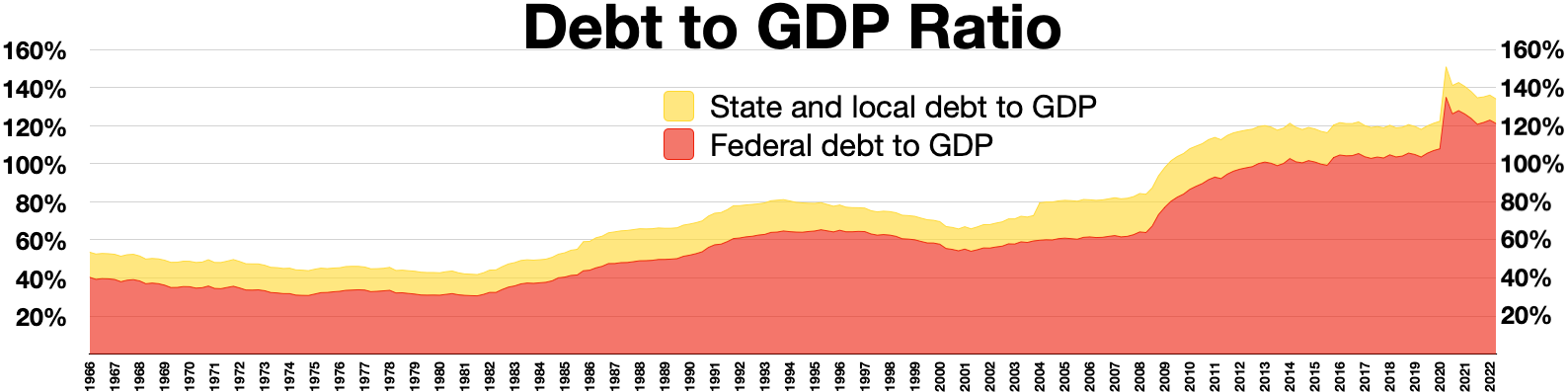
بدهی به تولید ناخالص داخلی ایالات متحده

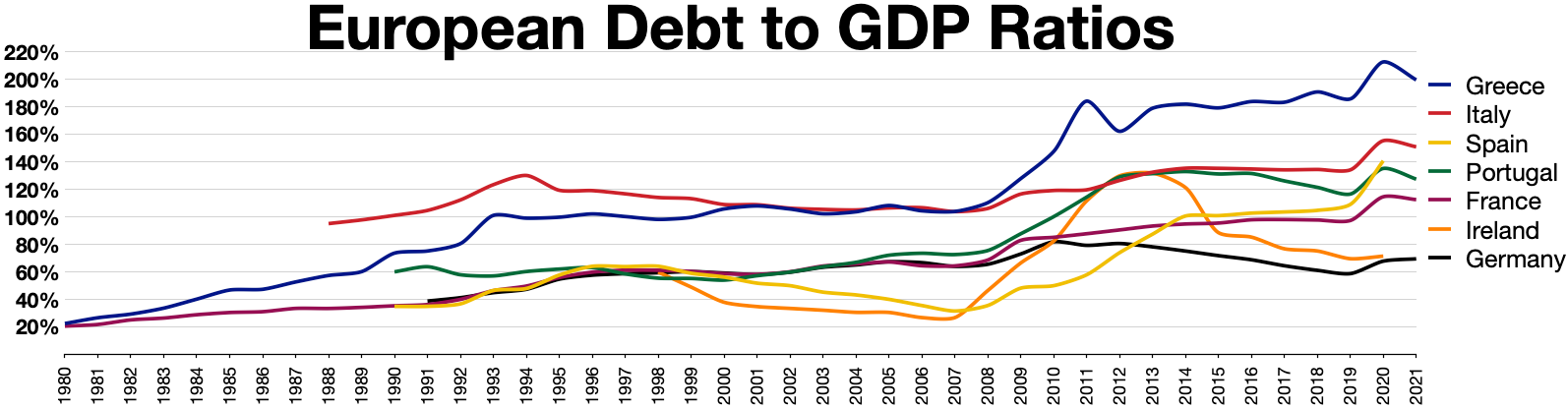
نسبت بدهی اروپا به تولید ناخالص داخلی
یونان

در سال ۲۰۲۲، نسبت بدهی عمومی ایالات متحده به تولید ناخالص داخلی ۱۱۳٫۸درصد بود. بر اساس پایگاه داده چشم‌انداز اقتصاد جهانی صندوق بین‌المللی پول (آوریل ۲۰۲۱)، سطح نسبت بدهی ناخالص دولت به تولید ناخالص داخلی در کانادا ۱۱۶٫۳٪، در چین ۷۷٪، در هند ۸۹٫۶٪، در آلمان ۷۰٫۳٪ و در فرانسه ۱۱۵٫۲ درصد بود.
برخلاف مقدار بدهی ایالات متحده، نسبت بدهی به تولید ناخالص داخلی این کشور عدد بسیار کمتری در برابر برخی کشورها از جمله ژاپن و یونان دارد. نسبت بدهی به تولید ناخالص داخلی ژاپن و یونان به ترتیب ۲۴۸ و ۱۳۹ درصد است.